# تعیین نام ستاره‌های متغیر
تعیین نام ستاره‌های متغیر (انگلیسی: Variable-star designation) در اخترشناسی به ستاره‌های متغیر، شناسه‌ای یکتا و منحصربه‌فرد داده می‌شود. این شناسه از تغییر جزئی در شیوه نام‌گذاری بایر به‌دست می‌آید و شامل یک برچسب شناسایی (که در پایین توضیح داده خواهد شد) است که پیش از صفت اضافی لاتین نام صورت فلکی که ستاره در آن قرار دارد، می‌آید.
برچسب شناسایی می‌تواند دو یا یک حرف خط لاتین یا یک V بعلاوه یک عدد باشد (مثل V399). چند مثال از این نوع نامگذاری عبارتند از: آر تاج شمالی، وای‌زد نهنگ و وی۶۰۳ عقاب.

## شیوه‌های نامگذاری*
شیوه نامگذاری فعلی به شرح زیر است:
- ستاره‌هایی که در حال حاضر به روش یونانی با حروف بایر تعیین نام شده‌اند، نامگذاری جدیدی دریافت نمی‌کنند.
- در بقیه موارد، شروع نام از حرف R است تا رسیدن به Z
- ادامه با RR تا RZ، سپس استفاده از SS تا SZ, TT تا…TZ و به همین منوال تا ZZ.
- استفاده از AA تا AZ, BB تا BZ, CC تا CZ و به همین منوال تا رسیدن به QZ، حذف J در هر دو بخش اول و دوم[۱]
- پس از ۳۳۴ ترکیب حرف، رها کردن خط لاتین و شروع نامگذاری ستاره‌ها با V335، V336 و غیره.

حرف دوم هیچ وقت نسبت به حرف اول به شروع حروف الفبا نزدیک‌تر نیست، برای مثال هیچ ستاره‌ای نمی‌تواند BA, CA, CB, DA نامیده شود.

## تاریخچه
در قرن نوزدهم میلادی که تعداد کمی ستاره متغیر شناخته شده بودند، استفاده از حروف خط لاتین معقول به‌نظر می‌رسید. از آنجا که تعداد بسیار کمی از صور فلکی ستاره‌هایی با نامگذاری حروف بزرگ لاتین پس از Q بودند، حرف R به عنوان نقطه آغاز انتخاب شد تا از تداخل احتمالی با انواع طیفی یا نامگذاری‌های به‌نسبت کمیاب حروف لاتین بایر (که دیگر استفاده نمی‌شوند) جلوگیری شود. هرچند که نیکولاس-لوئی دو لاکای در تعداد معدودی از موارد از حروف بزرگ لاتین R تا Z استفاده کرده بود (به‌عنوان مثال X Puppis (HR2548))، این روش‌های نامگذاری یا منسوخ یا به عنوان بخشی از شیوه نامگذاری ستاره‌های متغیر پذیرفته شد. ستاره T Puppis توسط آرگلاندر به‌عنوان یک ستاره متغیر پذیرفته شد و با همین نام در فهرست عمومی ستارگان متغیر گنجانده شد، اما اکنون آن را به عنوان یک ستاره غیرمتغیر رده‌بندی می‌کنند.
این قوانین نامگذاری ستارگان متغیر در اخترشناسی توسط فریدریش ویلهلم آرگلاندر توسعه یافت. باوری گسترده وجود دارد که آرگلاندر حرف R را به خاطر واژه آلمانی rot یا واژه فرانسوی rouge (که هر دو به معنای قرمز هستند) اختیار کرده‌است، دلیل این باور این است که بسیاری از ستارگان متغیر که در آن زمان شناخته شده بودند، به رنگ قرمز دیده می‌شدند. با این حال، اظهارات خود آرگلاندر نادرستی این باور را اثبات می‌کند.
به سال ۱۸۳۶، حتی حرف S نیز تنها در یک صورت فلکی، مار، استفاده شده بود. با پیدایش عکاسی، تعداد ستارگان متغیر به سرعت افزایش یافت و روش نامگذاری ستارگان متغیر خیلی زود در تله روش بایر گیر افتاد و به انتهای الفبا رسید در حالی که هنوز باید برای ستارگان بیشتری نام انتخاب می‌شد. پس از آن تلاش شد با استفاده از دو سامانه تکمیلی با یک حرف اضافه دیگر مشکل را حل کنند که آن‌ها نیز به محدودیت‌های مشابهی برخوردند. در نهایت اعداد به روش نامگذاری اضافه شدند.
مانند همه طبقه‌بندی‌های اجرام نجومی، نام ستارگان توسط اتحادیه بین‌المللی اخترشناسی (IAU) تعیین می‌شود. این اتحادیه این کار را به مؤسسه اخترشناسی اشترن‌برگ و مؤسسه اخترشناسی فرهنگستان علوم روسیه در مسکو واگذار می‌کند. مؤسسه اشترن‌برگ فهرست عمومی ستارگان متغیر (GCVS) را منتشر می‌کند، که به صورت دوره‌ای (تقریباً هر دو سال یکبار) با انتشار «فهرست نام» جدیدی از ستارگان متغیر، اصلاح می‌شود. به عنوان مثال، در دسامبر ۲۰۱۱، هشتادمین فهرست نام ستارگان متغیر، بخش II، منتشر شد که حاوی عناوین ۲٬۱۶۱ ستاره متغیر بود که به تازگی کشف شده بودند. این لیست تعداد کل ستارگان متغیر در GCVS را به ۴۵۶۷۸ رساند. از جمله این تعیین نام‌های جدید می‌توان به V0654 Aurigae, V1367 Centauri و BU Coronae Borealis اشاره کرد.